# Body & Soul
「Body & Soul」（ボディ・アンド・ソウル）は、日本の女性歌手グループ、SPEEDのデビューシングル 。

## 解説
- 1996年8月5日にTOY'S FACTORYよりリリースされた。現在は廃盤。
- プロデューサーを務めた伊秩弘将は、彼女たちに初めて会った時の印象そのままにこの作品に投影したという。
- デビューシングルだけに難産であり、レコーディングは約7回、期間は4月29日からおよそ2ヵ月にも及んだという。加えて6月には「サビの掛け合いが今ひとつ」「まだグルーブ感が足りない」ことから発売日を7月22日から2週間延期し、ようやく発売された。
- CDの発売後、メンバー4人は渋谷のCD店に行って、陳列してあるSPEEDのCDを全部、最前列に持ってきたりしていたという。
- 後に今井絵理子が「徹子の部屋」に出演した際、当時事務所の社長に「30万枚売れれば褒めてやる」と言われたが、それを大幅に上回る大ヒットとなり、社長も驚いていたというエピソードを語った。
- 累計売上は80万枚（公称）[2]。オリコン集計での累計売上は63.8万枚。

## 収録曲
1. Body & Soul
作詞・作曲：伊秩弘将
日清シスコ「シスコーン」CMソングに起用され、初シングルにして初のCM出演であった。
PVはサンフランシスコ、ロサンゼルスで撮影された。撮影監督は前嶋輝。音楽番組向けPVもあり、そちらでは遊園地でのロケであった。
オークランド・アスレチックスの本拠地であるオークランド・アラメダ・カウンティ・コロシアムでも撮影を行い、右翼側のビジョンに「Body & Soul」「SPEED」を表示したシーンがある。
作詞・作曲をした伊秩弘将は、サビの部分の作詞において「はじめは『Close your eyes』と作詞したが、インパクトが足りないと感じたため、「バ行」から始まる『Body & Soul』に変更した」と述懐している。
お笑い芸人のネタとしても使用されることが多く、芋洗坂係長、ハリセンボン、少年少女等が例としてある。
2008年の3度目の再結成、完全復活後、初のシングル「あしたの空」の3曲目に「White Love～STEADY～Body & Soul 2008」としてメドレーで収録された。
2. I Remember
ビル・ウィザースの「クリスタルの恋人たち」に酷似していると指摘されている[3]。
3. Body & Soul (Hand Bag Mix)
この曲は現在このCD以外には収録されていないため、今では貴重な1曲となっている。
4. Body & Soul (Instrumental)
8センチシングルそのものの情報が乏しいためか、音楽プレイヤーソフトウェアのデータベース上では「I Remember (Instrumental)」と誤表記されることがある。もちろんカラオケ機器以外では存在しない楽曲である。

## 収録アルバム・PV集
アルバム
- Starting Over（両曲）
- MOMENT（#1）
- SPEED THE MEMORIAL BEST 1335days Dear Friends 1（両曲）
- SPEEDLAND -The Premium Best Re Tracks-（#1、Re Track）

PV集
- SPEED VIDEO CLIPS「SPEED SPIRITS I」VHS、DVD（#1）
- SPEED VIDEO CLIPS「SPEED SPIRITS COMPLETE」DVD（#1）
- BIBLE -SPEED BEST CLIPS-DVD（#1）

## カバー
Body & Soul
- デブパレード 「BODY&SOUL/cosmic mind」（2008年）
- Cheeky Parade （ライブでの披露のみ。）
- Happiness（2012年）
- フラチナリズム（2016年）
- BESTIEM『BEST TIME cover』（2018年）
- 氣志團（2021年）
- AKB48 『なんてったってAKB48』（2024年）

I Remember
- 倖田來未（2021年）